# Petrof

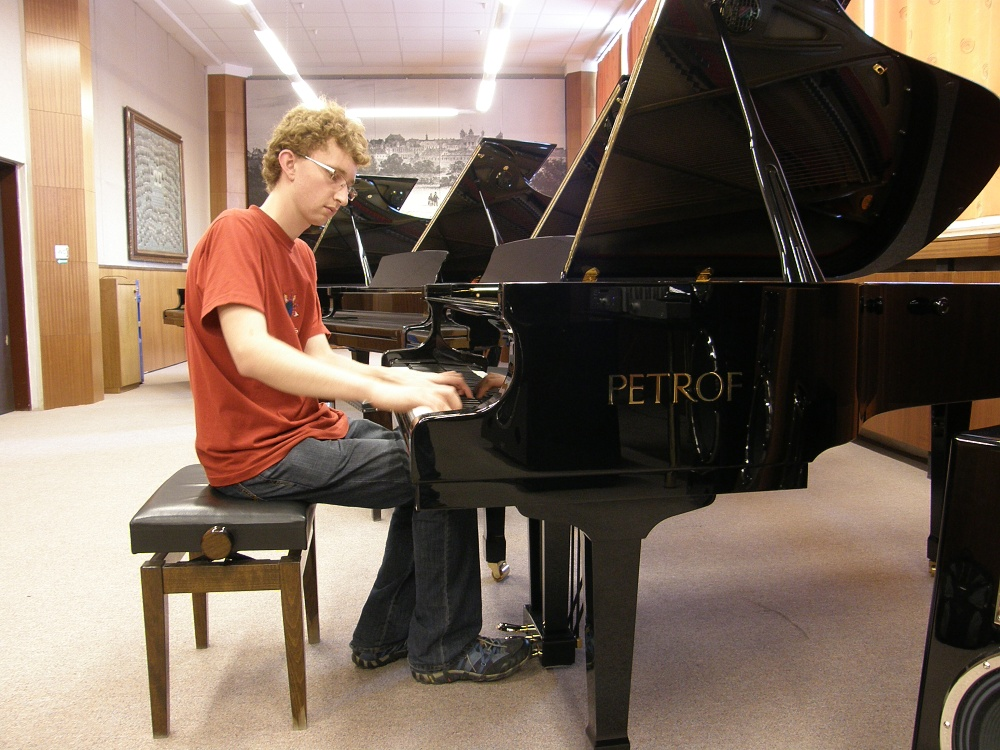
Прослуховування роялю Petrof на виробництві

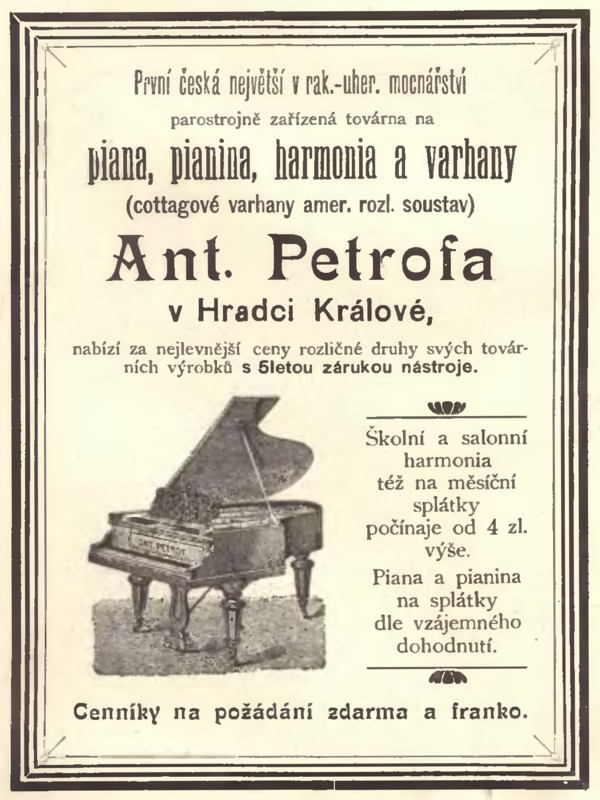
1895 реклама рояля Petrof

Petrof — чеський виробник фортепіано та роялів. Компанія була заснована у 1864 рокі у Градець-Кралове Антоніном Петровим (помер у 1915), який навчався виробництву фортепіано у Відні.

## Історія
1857 — засновник компанії Антонін Петроф їде до Відня навчатися виробництву фортепіано
1864 — Градець-Кралове збірка першого концертного рояля